# Viennotaleyrodes fallax
Viennotaleyrodes fallax là một loài côn trùng cánh nửa trong họ Aleyrodidae, phân họ Aleyrodinae.
Viennotaleyrodes fallax được Bink-Moenen miêu tả khoa học đầu tiên năm 1983.